# Bésigue
Bésigue (ook wel bézigue) is een kaartspel voor 2 (of meer) personen, die ieder voor zich spelen. De oorsprong van het spel is te vinden in Frankrijk. 
Er wordt gespeeld met evenveel kaartspellen als er spelers zijn, van 7 tot en met de aas (dus 2 tot en met de 6 en jokers gaan eruit). 
Bij het spel gaat het erom zo veel mogelijk punten te verzamelen. Wie het eerst 1000 punten heeft, is de winnaar. Het punten verzamelen kan door sets op tafel te leggen (roemen). Ook kan men punten verzamelen door slagen te maken waar een 10 of aas in zit, door de laatste slag in een ronde te maken en door de 7 van de troefkleur te draaien, of om te wisselen. 

## Het spel
Het spel bestaat elke ronde uit twee delen. Tijdens het eerste deel is het de bedoeling zo veel mogelijk roem (punten) op tafel te leggen (roemen) en zo veel mogelijk slagen te verzamelen met een 10 of aas. Nadat de stok is opgespeeld begint het tweede deel: er wordt om de laatste 8 slagen gespeeld.
Ieder begint met 8 kaarten in de hand, die normaal gesproken 3, 2 en 3 worden gedeeld. De rest van de kaarten gaat in de stok op tafel liggen. De bovenste wordt omgedraaid en naast de stok gelegd. Die kaart geeft de troefkleur aan. Is de troefkaart een 7, dan krijgt de deler 10 punten. Is de troefkaart geen 7, dan mag een speler hem tijdens het eerste deel omruilen voor een 7 van dezelfde kleur (ook dit levert 10 punten op).
Degene links van de deler begint met de eerste slag. Zolang er een stok op tafel ligt hoef je geen kleur te bekennen. De volgorde van hoogste af is aas, 10, heer, vrouw, boer, 9,8,7. Elke troefkaart is hoger dan een kaart van een van de andere drie kleuren. 
Degene die de slag heeft gewonnen mag nu roemen (sets op tafel leggen). Ook mag troef 7 omgewisseld worden (10 punten).
Voor het roemen geldt een aantal regels. Men kan roemen met kaarten in de hand en op tafel. Roemen met kaarten uit de hand spreekt voor zich. Roemen met gebruikmaking van (de eigen) kaarten die al op tafel liggen, is misschien minder voor de hand liggend. Men mag kaarten die nog op tafel liggen uit een vorige roem gebruiken, mits de nieuwe roem meer punten oplevert dan de vorige roem waar de kaarten deel van uitmaakten. Bijvoorbeeld als eerder een mariage (20 punten) heeft geroemd, mag men de vrouw of heer gebruiken voor een carré (respectievelijk 60 en 80 punten). De vrouw of heer uit deze carré kan later nog weer een keer gebruikt worden voor een séquence (250 punten). Andersom mag niet (kaarten uit een séquence gebruiken voor bijvoorbeeld een carré): minder punten.
Na de slag en het roemen (leggen van sets) op tafel, pakken beide spelers een nieuwe kaart van de stok, eerst degene die aan slag is en daarna de andere speler (dit is met name belangrijk voor de laatste kaart die gepakt wordt). Vervolgens wordt om de volgende slag gespeeld. 
De slagen worden gemaakt met kaarten uit de hand of van tafel (waarmee geroemd is). In totaal heeft men steeds bij elkaar acht kaarten. 
Als er nog één kaart op de stok ligt, begint het tweede deel. Degene die de slag heeft gewonnen neemt de laatste kaart van de stok en laat deze aan de tegenspeler zien. De tegenspeler neemt de omgedraaide kaart (meestal troef 7). Beide spelers nemen hun kaarten die op tafel liggen bij de kaarten die ze nog in hun hand hebben. Als alles klopt, hebben beide spelers nu acht kaarten in hun hand. Er wordt nu gespeeld om de laatste acht slagen, waarbij de laatste (achtste) slag 10 punten oplevert. Bij deze acht slagen moet de speler kleur bekennen. Na de laatste slag wordt er geteld hoeveel tienen en azen er in ieders slagen zitten. Elke 10 en elk aas is 10 punten waard. 
Als alle punten genoteerd zijn, deelt degene die de laatste slag heeft gewonnen weer opnieuw uit. Degene die het eerst 1000 punten heeft, heeft gewonnen.

## De puntentelling
- 4 boeren (carré): 40 punten.
- 4 vrouwen (carré): 60 punten.
- 4 heren (carré): 80 punten.
- 4 azen (carré): 100 punten.
- vrouw en heer van dezelfde kleur (mariage): 20 punten.
- vrouw en heer van troef (mariage royal): 40 punten.
- ruiten boer en schoppen vrouw (bézique): 40 punten.
- 2× ruiten boer en schoppen vrouw (double bézique): 500 punten.
- 10, boer, vrouw, heer, aas, alleen van troef (séquence): 250 punten.
- Draaien van een 7 door de deler: 10 punten.
- Omwisselen van de gedraaide kaart met troef 7: 10 punten (alleen als de troefkaart geen 7 is).
- Uitspelen (na gewonnen slag) van een troef 7: 10 punten.
- Laatste slag: 10 punten.
- Elke 10 en aas in de gewonnen slagen: 10 punten.